# Cupa Estoniei
Cupa Estoniei (estonă Eesti Karikas) este principala competiție fotbalistică eliminatorie de cupă din Estonia, organizată și gestionată de Asociația Estonă de Fotbal.

## Istorie
Competiția s-a înființat 1938, de-atunci s-au mai jucat încă două ediții în 1939 și 1940. Din 1946 și până 1991, cluburile faceau parte din sovietică. După căderea URSS-ului în 1991, Estonia își reia propria competiție de cupă în 1992.
De la prima finală dintre Tallinna Sport și Tallinna JK din 1938, au avut loc 33 de finale. Finală se joacă într-o singură manșă, singura finală care a avut nevoie de rejucare a fost cea din 1938, primul meci s-a terminat 1 la 1. În Cupa Estoniei sunt acceptate să participe și echipele sub 21 de ani. Singura echipă care a câștigat cupa din postura de  echipa a doua, a fost echipa de rezervă Levadia II în 2002.
Levadia Tallinn este echipa cu cele mai multe trofee în palmares, 11 la număr, în timp ce Flora Tallinn este echipa cu cele mai multe finale disputate, 15 la număr. Uitându-ne în subsolul clasamentului, Tammeka Tartu, Lantana Tallinn - club dispărut la sfârșitul anilor 1999 și Viljandi Tulevik sunt singurele echipe care au pierdut cele mai multe finale (două de fiecare), dintre echipele care nu au reușit să câștige Cupa Estoniei.
În perioada sovietică, Balti Laevastik Tallinn este echipa cu cele mai multe trofee câștigate, 8 la număr, urmată de Dünamo Tallinn și Norma Tallinn, ambele cu 6 trofee în palmares. La capitolul echipa sau echipele cu cele mai multe finale jucate în perioada sovietcă sunt Balti Laevastik Tallinn și Norma Tallinn, ambele cu 11 finale în palmares. (vezi mai jos)

## Finale
| \| 2023 \| Narva Trans \| 2 - 1 \| Flora \| 2024 \| Levadia \| 4 - 2 \| Paide \| 2025 \| Nõmme Kalju ✠ \| 3 - 3 \| Levadia \| \| 2020 \| Flora \| 2 - 1 \| Narva Trans \| 2021 \| Levadia \| 1 - 0 \| Flora \| 2022 \| Paide \| 1 - 0 \| Nõmme Kalju \| \| 2017 \| Infonet \| 2 - 0 \| Tammeka \| 2018 \| Levadia \| 1 - 0 \| Flora \| 2019 \| Narva Trans \| 2 - 1 \| Nõmme Kalju \| \| 2014 \| Levadia \| 4 - 0 \| Santos Tartu \| 2015 \| Nõmme Kalju \| 2 - 0 \| Paide \| 2016 \| Flora \| 3 - 0 \| Sillamäe Kalev \| \| 2011 \| Flora \| 2 - 0 \| Narva Trans \| 2012 \| Levadia \| 3 - 0 \| Narva Trans \| 2013 \| Flora \| 3 - 1 \| Nõmme Kalju \| \| 2008 \| Flora \| 3 - 1 \| Tammeka \| 2009 \| Flora ✠ \| 0 - 0 \| Nõmme Kalju \| 2010 \| Levadia \| 3 - 0 \| Flora \| \| 2005 \| Levadia \| 1 - 0 \| TVMK Tallinn \| 2006 \| TVMK Tallinn \| 1 - 0 \| Flora \| 2007 \| Levadia \| 3 - 0 \| Narva Trans \| \| 2002 \| Levadia II \| 2 - 0 \| Levadia \| 2003 \| TVMK Tallinn ✠ \| 2 - 2 \| Flora \| 2004 \| Levadia \| 3 - 0 \| TVMK Tallinn \| \| 1999 \| Levadia \| 3 - 2 \| Tulevik \| 2000 \| Levadia \| 2 - 0 \| Tulevik \| 2001 \| Narva Trans \| 1 - 0 \| Flora \| \| 1996 \| Sadam \| 2 - 0 \| Eesti Põlevkivi \| 1997 \| Sadam \| 3 - 2 \| Lantana \| 1998 \| Flora \| 3 - 2 \| Lantana \| \| 1993 \| TVMK Tallinn ✠ \| 0 - 0 \| Norma \| 1994 \| Norma \| 4 - 1 \| Narva Trans \| 1995 \| Flora \| 2 - 0 \| TVMK Tallinn \| \| 1938 \| Tallinna Sport \| 2 - 1 \| Tallinna JK \| 1939 \| Tallinna JK \| 4 - 1 \| Tallinna Kalev \| 1940 \| Tallinna JK \| 4 - 1 \| Esta Tallinn \| |                |       |                 |      |                |       |                |      |               |       |                |
| 2023 | Narva Trans    | 2 - 1 | Flora           | 2024 | Levadia        | 4 - 2 | Paide          | 2025 | Nõmme Kalju ✠ | 3 - 3 | Levadia        |
| 2020 | Flora          | 2 - 1 | Narva Trans     | 2021 | Levadia        | 1 - 0 | Flora          | 2022 | Paide         | 1 - 0 | Nõmme Kalju    |
| 2017 | Infonet        | 2 - 0 | Tammeka         | 2018 | Levadia        | 1 - 0 | Flora          | 2019 | Narva Trans   | 2 - 1 | Nõmme Kalju    |
| 2014 | Levadia        | 4 - 0 | Santos Tartu    | 2015 | Nõmme Kalju    | 2 - 0 | Paide          | 2016 | Flora         | 3 - 0 | Sillamäe Kalev |
| 2011 | Flora          | 2 - 0 | Narva Trans     | 2012 | Levadia        | 3 - 0 | Narva Trans    | 2013 | Flora         | 3 - 1 | Nõmme Kalju    |
| 2008 | Flora          | 3 - 1 | Tammeka         | 2009 | Flora ✠        | 0 - 0 | Nõmme Kalju    | 2010 | Levadia       | 3 - 0 | Flora          |
| 2005 | Levadia        | 1 - 0 | TVMK Tallinn    | 2006 | TVMK Tallinn   | 1 - 0 | Flora          | 2007 | Levadia       | 3 - 0 | Narva Trans    |
| 2002 | Levadia II     | 2 - 0 | Levadia         | 2003 | TVMK Tallinn ✠ | 2 - 2 | Flora          | 2004 | Levadia       | 3 - 0 | TVMK Tallinn   |
| 1999 | Levadia        | 3 - 2 | Tulevik         | 2000 | Levadia        | 2 - 0 | Tulevik        | 2001 | Narva Trans   | 1 - 0 | Flora          |
| 1996 | Sadam          | 2 - 0 | Eesti Põlevkivi | 1997 | Sadam          | 3 - 2 | Lantana        | 1998 | Flora         | 3 - 2 | Lantana        |
| 1993 | TVMK Tallinn ✠ | 0 - 0 | Norma           | 1994 | Norma          | 4 - 1 | Narva Trans    | 1995 | Flora         | 2 - 0 | TVMK Tallinn   |
| 1938 | Tallinna Sport | 2 - 1 | Tallinna JK     | 1939 | Tallinna JK    | 4 - 1 | Tallinna Kalev | 1940 | Tallinna JK   | 4 - 1 | Esta Tallinn   |

## Palmares
| Club Sportiv | Trofee | Prima oară | Ultima oară | Finalistă | Prima oară | Ultima oară | Finale jucate |

| Levadia         | 11 | 1999 | 2024 | 2 | 2002 | 2025 | 13 |
| Flora           | 8  | 1995 | 2020 | 7 | 2001 | 2023 | 15 |
| Narva Trans     | 3  | 2001 | 2023 | 5 | 1994 | 2020 | 8  |
| TVMK Tallinn    | 3  | 1993 | 2006 | 3 | 1995 | 2005 | 6  |
| Nõmme Kalju     | 2  | 2015 | 2025 | 4 | 2009 | 2022 | 6  |
| Tallinna JK     | 2  | 1939 | 1940 | 1 | 1938 | -    | 3  |
| Sadam           | 2  | 1996 | 1997 | - | -    | -    | 2  |
| Paide           | 1  | 2022 | -    | 2 | 2015 | 2024 | 3  |
| Norma           | 1  | 1994 | -    | 1 | 1993 | -    | 2  |
| Tallinna Sport  | 1  | 1938 | -    | - | -    | -    | 1  |
| Levadia II      | 1  | 2002 | -    | - | -    | -    | 1  |
| Infonet         | 1  | 2017 | -    | - | -    | -    | 1  |
| Lantana         | -  | -    | -    | 2 | 1997 | 1998 | 2  |
| Tulevik         | -  | -    | -    | 2 | 1999 | 2000 | 2  |
| Tammeka         | -  | -    | -    | 2 | 2008 | 2017 | 2  |
| Tallinna Kalev  | -  | -    | -    | 1 | 1939 | -    | 1  |
| Esta Tallinn    | -  | -    | -    | 1 | 1940 | -    | 1  |
| Eesti Põlevkivi | -  | -    | -    | 1 | 1996 | -    | 1  |
| Santos Tartu    | -  | -    | -    | 1 | 2014 | -    | 1  |
| Sillamäe Kalev  | -  | -    | -    | 1 | 2016 | -    | 1  |

## Prezențe
| Cele mai multe prezențe în finală | Cele mai multe prezențe în finală | Cele mai multe prezențe în finală | Cele mai multe prezențe în finală | Cele mai multe prezențe în finală | Cele mai multe prezențe în finală | Cele mai multe prezențe în finală | Cele mai multe prezențe în finală | Cele mai multe prezențe în finală | Cele mai multe prezențe în finală | Cele mai multe prezențe în finală | Cele mai multe prezențe în finală | Cele mai multe prezențe în finală                                     | Cele mai multe prezențe în finală                                     | Cele mai multe prezențe în finală                                     | Cele mai multe prezențe în finală                                     | Cele mai multe prezențe în finală                                     | Cele mai multe prezențe în finală                                     | Cele mai multe prezențe în finală                                     | Cele mai multe prezențe în finală                                     |
| --------------------------------- | --------------------------------- | --------------------------------- | --------------------------------- | --------------------------------- | --------------------------------- | --------------------------------- | --------------------------------- | --------------------------------- | --------------------------------- | --------------------------------- | --------------------------------- | --------------------------------------------------------------------- | --------------------------------------------------------------------- | --------------------------------------------------------------------- | --------------------------------------------------------------------- | --------------------------------------------------------------------- | --------------------------------------------------------------------- | --------------------------------------------------------------------- | --------------------------------------------------------------------- |
| Flora                             | 15                                | Levadia                           | 13                                | Narva Trans                       | 8                                 | TVMK Tallinn                      | 6                                 | Nõmme Kalju                       | 6                                 | Paide                             | 3                                 | Sadam                                                                 | 2                                                                     | Norma                                                                 | 2                                                                     | Lantana                                                               | 2                                                                     | Tulevik                                                               | 2                                                                     |
| Tammeka                           | 2                                 | Levadia II                        | 1                                 | Eesti Põlevkivi                   | 1                                 | Santos Tartu                      | 1                                 | Sillamäe Kalev                    | 1                                 | Infonet                           | 1                                 | Cele mai multe finale jucate consecutiv : Flora = 4, TVMK Tallinn = 4 | Cele mai multe finale jucate consecutiv : Flora = 4, TVMK Tallinn = 4 | Cele mai multe finale jucate consecutiv : Flora = 4, TVMK Tallinn = 4 | Cele mai multe finale jucate consecutiv : Flora = 4, TVMK Tallinn = 4 | Cele mai multe finale jucate consecutiv : Flora = 4, TVMK Tallinn = 4 | Cele mai multe finale jucate consecutiv : Flora = 4, TVMK Tallinn = 4 | Cele mai multe finale jucate consecutiv : Flora = 4, TVMK Tallinn = 4 | Cele mai multe finale jucate consecutiv : Flora = 4, TVMK Tallinn = 4 |

## Semifinale
| Club Sportiv | Apariții | Prima oară | Ultima oară |
| ------------ | -------- | ---------- | ----------- |

| Club Sportiv | Apariții | Prima oară | Ultima oară |
| ------------ | -------- | ---------- | ----------- |

| Club Sportiv | Apariții | Prima oară | Ultima oară |
| ------------ | -------- | ---------- | ----------- |

| Flora          | 22 | 1994 | 2023 |
| TVMK Tallinn   | 12 | 1993 | 2007 |
| Tulevik        | 5  | 1998 | 2021 |
| Lantana        | 3  | 1996 | 1998 |
| Viimsi⁠(d)      | 3  | 2014 | 2024 |
| Tallinna Kalev | 3  | 1939 | 2025 |
| Norma          | 2  | 1993 | 1994 |
| Tervis Pärnu   | 1  | 1938 | -    |
| Vigri          | 1  | 1993 | -    |
| Lasnamäe       | 1  | 2011 | -    |
| Tabasalu⁠(d)    | 1  | 2023 | -    |

| Narva Trans     | 22 | 1994 | 2025 |
| Tammeka         | 7  | 2006 | 2023 |
| Paide           | 5  | 2012 | 2024 |
| Flora II        | 3  | 2008 | 2018 |
| Esta Tallinn    | 3  | 1938 | 1940 |
| Eesti Põlevkivi | 2  | 1993 | 1996 |
| Infonet         | 2  | 2014 | 2017 |
| Tallinna Sport  | 1  | 1938 | -    |
| Dünamo          | 1  | 1994 | -    |
| Santos Tartu    | 1  | 2014 | -    |
| -               |    |      |      |

| Levadia        | 17 | 1999 | 2025 |
| Nõmme Kalju    | 7  | 2009 | 2025 |
| Sadam          | 3  | 1995 | 1997 |
| Sillamäe Kalev | 3  | 2009 | 2016 |
| Tallinna JK    | 3  | 1938 | 1940 |
| Lootus         | 2  | 2001 | 2010 |
| Elva ⁠(d)       | 2  | 2019 | 2020 |
| THK Narva      | 1  | 1939 | -    |
| Levadia II     | 1  | 2002 | -    |
| Narva United   | 1  | 2017 | -    |
| -              |    |      |      |

## Finale neoficiale
Competiția nu s-a ținut oficial între 1940 și 1991 din cauza celui de-al doilea Război Mondial și anexării Estoniei la Uniunea Sovietică.
| Sezon | Câștigător    | Finalist      | Scor |
| ----- | ------------- | ------------- | ---- |
| 1940  | TJK           | Esta Tallinn  | 4–1  |
| 1942  | Sport Tallinn | Kalev Pärnu   | 3–0  |
| 1943  | PSR Tartu     | Kalev Tallinn | 1–0  |

## Perioada sovietică
Sursa: a. http://www.rsssf.com/tablese/estcuphist.html - b. http://jalgpall.ee/voistlused/uudised/koik-senised-eesti-karikavoitjad-n89?siteacc=events
| - 1946 · Dünamo – Kalev Tln 3–1 - 1947 · Dünamo – Kalev Pärnu 6–0 - 1948 · VVS Tallinn – Kalev Tartu 5–2 - 1949 · Dünamo – VVS Tallinn 11–0 - 1950 · Balti Laevastik Tallinn – Dünamo 2–0 - 1951 · Balti Laevastik Tallinn – Dünamo 3–0 - 1952 · Balti Laevastik Tallinn – Dünamo 2–0 - 1953 · Dünamo – Kalev Narva 4–0 - 1954 · VVS Tallinn – Spartak Viljandi 2–1 - 1955 · Balti Laevastik Tallinn – Kalev Tln 2–0 - 1956 · Balti Laevastik Tallinn – Dünamo Tartu 4–0 - 1957 · Spartak Viljandi – Kalev Rakvere 4–1 - 1958 · Kalev Ülemiste – Kalev Narva 7–0 - 1959 · Kalev Ülemiste – Balti Laevastik Tallinn 2–0 - 1960 · Balti Laevastik Tallinn – Norma 2–1 - 1961 · Kalev Ülemiste – Norma 3–0 | - 1962 · Norma – Tempo Tallinn 2–1 - 1963 · Kreenholm Narva – Norma 3–1 - 1964 · Kalev Ülemiste – Kalev Aseri 2–0 - 1965 · Norma – Balti Laevastik Tallinn 3–2 - 1966 · Start Tallinn – Tekstiil Tallinn 1–1, 3–2 - 1967 · Balti Laevastik Tallinn – Start Tallinn 1–0 - 1968 · Balti Laevastik Tallinn – Norma 0–0, 1–0 - 1969 · Dvigatel Tallinn – Tempo Tallinn 2–1 - 1970 · Start Tallinn – Lokomotiiv Valga 4–0 - 1971 · Norma – Dvigatel Tallinn 2–1 [aet] - 1972 · Dünamo Kopli – Balti Laevastik Tallinn 1–0 - 1973 · Norma – Baltika Narva 1–0 [aet] - 1974 · Norma – Kreenholm Narva 3–1 - 1975 · Baltika Narva – Dünamo Kopli 3–2 [aet] - 1976 · Aseri SK – Baltika Narva 2–0 - 1977 · Sillamäe Kalev – Norma 4–0 | - 1978 · Sillamäe Kalev – Sirgala karjäär 1–0 [aet] - 1979 · Dünamo – Kalev Sil 1–0 - 1980 · Baltika Narva – Estonia Jõhvi 0–0 [aet, 8–7 pen] - 1981 · Kalakombinaat Pärnu – Baltika Narva 3–1 - 1982 · Kalakombinaat Pärnu – Ehitaja Kohtla-Järve 1–0 - 1983 · Dünamo – Estonia Jõhvi 3–0 - 1984 · Tempo Tallinn – Estonia Jõhvi 0–0 [aet, 4–2 pen] - 1985 · Estonia Jõhvi – Zvezda Tallinn 3–1 - 1986 · Estonia Jõhvi – Tempo Tallinn 1–0 - 1987 · Estonia Jõhvi – Zvezda Tallinn 2–1 - 1988 · Kalakombinaat/MEK Pärnu – TVMK Tallinn 2–1 - 1989 · Norma – Kalev Sil 1–0 - 1990 · Kalakombinaat/MEK Pärnu – Estonia Jõhvi 1–0 [aet] - 1991 · TVMK Tallinn – Keemik Kohtla-Järve 0–0 [aet, 4–3 pen] |

### Cupe
| Balti Laevastik | 8 | Dünamo         | 6 | Norma            | 6 | Kalev Ülemiste | 4 | Kalakombinaat | 4 | Eesti Põlevkivi | 3 | VVS Tallinn   | 2 | Start Tallinn | 2 |
| Baltika Narva   | 2 | Sillamäe Kalev | 2 | Spartak Viljandi | 1 | Kreenholm      | 1 | Dvigatel      | 1 | Aseri SK        | 1 | Tempo Tallinn | 1 | TVMK Tallinn  | 1 |